# Patrick Domogala
Patrick Domogala (* 14. März 1993 in Mannheim, Baden-Württemberg) ist ein ehemaliger deutscher Leichtathlet, der sich auf Kurzsprints und Kurzstaffeln spezialisiert hat.

## Berufsweg
Domogala besuchte in Mannheim das Ludwig-Frank-Gymnasium (LFG), eine Eliteschule des Sports. Nach dem Abitur begann er 2014 eine Ausbildung bei der SV Sparkassenversicherung, die er 2017 abschloss und anschließend dort als Vertriebsassistent angestellt wurde. Parallel dazu begann Domogala ein Fernstudium der Betriebswirtschaftslehre (BWL) an der SRH Fernhochschule, Studienzentrum Riedlingen. Seit September 2018 ist er bei der Sportfördergruppe der Bundeswehr in Mainz und führt nebenbei sein BWL-Studium fort.

## Sportliche Laufbahn
Patrick Domogala war schon als Kind ein guter Läufer. Er fiel mit seiner Schnelligkeit in seiner Altersklasse bei den Bundesjugendspielen auf und wurde vom Verantwortlichen für die Jugendarbeit in der Leichtathletik der MTG Mannheim 2004 zum Probetraining eingeladen.
2008 stand Domogala in der Jahresbestenliste des Deutschen Leichtathletik-Verbandes (DLV) der Schüler M15 und B-Jugend (U18) beim 100-Meter-Lauf und mit der 4-mal-100-Meter-Staffel jeweils an dritter Stelle.
2009 wurde er Deutscher U18-Meister über 100 und 200 Meter. Schließlich stand er in der Jahresbestenliste des DLV der B-Jugend (U18) über 100 Meter an zweiter und über 200 Meter an erster Stelle.
2010 wurde Domogala Deutscher U20-Hallenvizemeister über 200 Meter. Bei seinem internationalen Wettkampfdebüt qualifizierte er sich im Mai in Moskau bei den European Youth Olympic Trials im 100- und 200-Meter-Lauf für die erstmals 2010 stattfindenden Olympischen Jugendspiele in Singapur. Anfang August konnte er bei den Deutschen Jugendmeisterschaften seinen U18-Titel über 200 Meter verteidigen und Deutscher U18-Vizemeister über 100 Meter werden. Bronze holte Domogala in der U20-Klasse mit der 4-mal-100-Meter-Staffel der MTG Mannheim. Zwei Wochen später konnte er seinen bis dato größten Erfolg feiern als er über 200 Meter bei den Olympischen Jugendspielen die Bronzemedaille erkämpfte. Am Jahresende stand Domogala sowohl über 100 als auch 200 Meter auf Platz 1 der U18-DLV-Bestenliste.
2011 war er Deutscher U20-Hallenmeister, sowohl über 60 als auch 200 Meter. Die Freiluftsaison musste er verletzungsbedingt auslassen.
2012 verteidigte Domogala seinen U20-Titel über 60 Meter in der Halle. Bei den Deutschen Jugendmeisterschaften holte er U20-Doppelgold über 100 und 200 Meter. Am Jahresende führte er, wie 2010, die U20-Bestenliste über 100 und 200 Meter an.
2013, nach seinem letzten U20-Jahr, konnte Domogala bei den Aktiven Deutscher Hallenvizemeister über 200 Meter werden. In der U23-Klasse holte er den Titel mit der 4-mal-100-Meter-Staffel und wurde selbst Deutscher U23-Vizemeister über 100 und 200 Meter. Mit der 4-mal-100-Meter-Staffel belegte er bei den Deutschen Meisterschaften den vierten Platz und kam über 100 Meter auf den 7. Rang. Am Jahresende stand er mit der 4-mal-100-Meter-Staffel auf Platz eins der U23-DLV-Bestenliste und war Zweitbester über 100 und 200 Meter.
2014 musste Domogala wegen einer Knieverletzung die Hallensaison abbrechen, konnte aber Mitte Juni Deutscher U23-Meister über 100 und 200 Meter werden. Mit der 4-mal-100-Meter-Staffel wurde er Deutscher U23-Vizemeister als auch Deutscher Vizemeister. Über 100 Meter kam er bei den Deutschen Meisterschaften auf den 6. Platz. In der U23-Bestenliste des DLV stand Domogala am Jahresende auf Platz eins über 100 und 200 Meter als auch mit der Staffel.
2015 musste er bei den Deutschen Hallenmeisterschaften beim 60-Meter-Lauf aufgeben, holte aber einen Tag später mit Einstellung seiner persönlichen Bestzeit Bronze über 200 Meter. Erneut wurde Domogala Deutscher U23-Meister über 100 Meter. Bei den U23-Europameisterschaften in Tallinn ereilte ihn das Halbfinalaus, da er aufgrund massiver Leistenprobleme nicht sein ganzes Potenzial zeigen konnte.
2016 trat Domogala nach einer beidseitigen Leistenoperation im Vorjahr erst zur Freiluftsaison wieder an. Mit der 4-mal-100-Meter-Staffel holte er bei den Deutschen Meisterschaften zwar Bronze, kam über 100 Meter aber nur auf den 11. Platz.
2017 konnte er keine Wettkämpfe bestreiten, da ihm ärztlicherseits ein absolutes Rennverbot verordnet worden war.
2018 trat Domogala in der Hallensaison wieder an und belegte bei den Deutschen Hallenmeisterschaften über 60 Meter den 9. Platz, wobei er nur um Hundertstel das Finale verpasste. Wegen Fehlstarts schied er bei den Deutschen Meisterschaften über 100 Meter aus. Bei den Europameisterschaften in Berlin ereilte ihn das Vorrunden aus mit der Staffel. Nachdem er von Kevin Kranz den Stab übernommen und an Julian Reus übergeben hatte, lag die deutsche Staffel bei der Übergabe an den Schlussläufer Lucas Jakubczyk in Führung. Den Stab schon fest in der Hand, strauchelte Jakubczyk plötzlich ohne Fremdeinwirkung und stürzte wegen eines unvermittelt aufgetretenen muskulären Problems im Oberschenkel.
2019 holte Domagala in der Hallensaison seinen ersten Titel bei den Aktiven, als er über 200 Meter mit persönlicher Bestleistung und europäischer Jahresbestzeit in 20,77 Sekunden Deutscher Hallenmeister wurde. Über 60 Meter belegte er den 5. Platz. Im Mai kam Domogala mit Maurice Huke, Aleixo-Platini Menga und Robin Erewa in der 4-mal-200-Meter-Staffel bei den World Relays in Yokohama mit deutschem Rekord von 1:21,26 Minuten auf den Bronzerang. In der Mannschaftswertung belegte er mit dem deutschen Team bei diesen inoffiziellen Staffelweltmeisterschaften den vierten Platz. Mit persönlicher Saisonbestleistung wurde Domogala im August Deutscher Vizemeister über 200 Meter und erreichte auf der 100-Meter-Distanz den vierten Platz.
2020 wurde Domogala in 21,70 s Deutscher Hochschulmeister in der Halle über 200 Meter.
Domogala gehört zum Perspektivkader des Deutschen Leichtathletik-Verbandes (DLV).

## Vereinszugehörigkeiten und Trainer
Patrick Domogala startet seit seiner Kindheit für die MTG Mannheim, seine Trainer sind Michael Manke-Reimers und Jörg Möckel. Von Anfang an ist Michael Manke-Reimers als sein Trainer und später auch als Manager an seiner Seite.

## Trivia
Patrick Domogala ist mit der Sprinterin Nadine Gonska liiert.

## Bestzeiten
(Stand: 3. März 2020)

Halle
- 60 m: 6,65 s, Karlsruhe, 21. Februar 2015
- 200 m: 20,77 s, Leipzig, 17. Februar 2019
- 4 × 200 m: 1:35,39 min, Dortmund, 24. Februar 2013

Freiluft
- 100 m: 10,22 s (+2,0 m/s), Weinheim, 6. Juli 2018
- 200 m: 21,42 s (+1,8 m/s), Mannheim, 6. Juli 2014
- 4 × 100 m: 38,46 s, Mannheim, 6. Juli 2014
- 4 × 200 m: 1:21, 26 min, Yokohama, 12. Mai 2019 (NR)

## Erfolge
national
- 2009: Deutscher U18-Meister (100 und 200 m)
- 2010: Deutscher U20-Hallenvizemeister (200 m)
- 2010: 7. Platz Deutsche U20-Hallenmeisterschaften (60 m)
- 2010: Deutscher U18-Meister (200 m)
- 2010: Deutscher U18-Vizemeister (100 m)
- 2010: 3. Platz Deutsche U20-Meisterschaften (4 × 100 m)
- 2011: Deutscher U20-Hallenmeister (60 und 200 m)
- 2012: Deutscher U20-Hallenmeister (60 m)
- 2012: Deutscher U20-Meister (100 und 200 m)
- 2013: Deutscher Hallenvizemeister (200 m)
- 2013: 7. Platz Deutsche Hallenmeisterschaften (4 × 200 m)
- 2013: Deutscher U23-Meister (4 × 100 m)
- 2013: Deutscher U23-Vizemeister (100 m)
- 2013: 4. Platz Deutsche Meisterschaften (4 × 100 m)
- 2013: 7. Platz Deutsche Meisterschaften (100 m)
- 2014: Deutscher U23-Meister (100 und 200 m)
- 2014: Deutscher U23-Vizemeister (4 × 100 m)
- 2014: Deutscher Vizemeister (4 × 100 m)
- 2014: 6. Platz Deutsche Meisterschaften (100 m)
- 2015: 3. Platz Deutsche Hallenmeisterschaften (200 m)
- 2015: Deutscher U23-Meister (100 m)
- 2016: 3. Platz Deutsche Meisterschaften (4 × 100 m)
- 2016: 11. Platz Deutsche Meisterschaften (100 m)
- 2018: 9. Platz Deutsche Hallenmeisterschaften (60 m)
- 2019: Deutscher Hallenmeister (200 m)
- 2019: 5. Platz Deutsche Hallenmeisterschaften (60 m)
- 2019: Deutscher Vizemeister (200 m)
- 2019: 4. Platz Deutsche Meisterschaften (100 m)
- 2020: Deutscher Hochschulhallenmeister (200 m)[3]

international
- 2010: 3. Platz Olympische Jugend-Sommerspiele (200 m)
- 2015: 15. Platz U23-Europameisterschaften (100 m)
- 2018: Vorlauf Europameisterschaften (4 × 100 m)
- 2019: 3. Platz World Relays (4 × 200 m)
- 2019: 4. Platz World Relays (Mannschaft)
- 2019: Vorlauf World Relays (4 × 100 m)